# Маркайми
Маркайми (пол. Markajmy) — село в Польщі, у гміні Лідзбарк-Вармінський Лідзбарського повіту Вармінсько-Мазурського воєводства.
Населення — 248 осіб (2011).

## Демографія
Демографічна структура станом на 31 березня 2011 року:
|          | Загалом | Допрацездатний вік | Працездатний вік | Постпрацездатний вік |
| -------- | ------- | ------------------ | ---------------- | -------------------- |
| Чоловіки | 130     | 30                 | 91               | 9                    |
| Жінки    | 118     | 29                 | 74               | 15                   |
| Разом    | 248     | 59                 | 165              | 24                   |